# Münsterdorf
Münsterdorf è un comune tedesco del circondario di Steinburg, nella regione dello Schleswig-Holstein. Ha circa 1 800 abitanti.